# Dimitrios Lewidis
Dimitrios Lewidis, gr. Δημήτριος Λεβίδης (ur. 8 kwietnia 1885 lub 1886 w Atenach, zm. 29 maja 1951 w Paleo Faliro) – grecki kompozytor.

## Życiorys
W latach 1898–1905 uczył się w konserwatorium w Atenach, gdzie do grona jego nauczycieli należeli Franck Choisy i Dionisios Lawrangas. Od 1906 do 1907 roku był uczniem Alexandre’a Denéréaza w Lozannie, następnie w latach 1907–1908 przebywał w Monachium, gdzie kształcił się u Friedricha Klosego (fuga), Felixa Mottla (orkiestracja) oraz Richarda Straussa (kompozycja). W 1908 roku otrzymał nagrodę im. Ferenca Liszta za Sonatę fortepianową. Po krótkim pobycie w Grecji wyjechał w 1910 roku do Francji, gdzie osiadł. Podczas I wojny światowej służył w armii francuskiej, w 1929 roku uzyskał francuskie obywatelstwo. W 1932 roku wrócił do Grecji, gdzie został wykładowcą muzyki w Konserwatorium Helleńskim i liceum muzycznym w Atenach. W 1934 roku założył konserwatorium Falirikon. W latach 1947–1948 był przewodniczącym związku greckich kompozytorów.
Początkowo tworzył w idiomie romantycznym, później zwrócił się w stronę impresjonizmu. Dojrzały styl kompozytora, datujący się od początku lat 20. XX wieku, cechuje się licznymi nawiązaniami do tematyki greckiej w warstwie muzycznej i treściowej. W swojej twórczości Lewidis wykorzystywał nowe instrumenty takie jak fale Martenota i polichord, tworzył też kompozycje na tzw. orkiestrę eolską, składającą się z instrumentów smyczkowych, fortepianu, czelesty, 2 harf i perkusji.

## Ważniejsze kompozycje
(na podstawie materiałów źródłowych)

### Utwory orkiestrowe
- Pour une poupée bien sage na orkiestrę eolską (1904)
- Divertissement na rożek angielski i orkiestrę eolską (1911)
- Poème symphonique na skrzypce i orkiestrę (1926, także wersja na fale Martenota i orkiestrę 1928)
- Stances symphoniques na orkiestrę eolską (1932)

### Utwory kameralne
- Sonata fortepianowa (1907)
- Fuga na kwartet smyczkowy (1908)
- Flûte de Pan na flet i fortepian (1914)
- Pièce chromatique na polichord (1936)
- Étude chromatique na polichord (1936)

### Utwory wokalne
- liturgia grecka Se imnumen na tenora i chór (1925)

### Utwory wokalno-instrumentalne
- De profundis na tenora, 2 fale Martenota i orkiestrę (1925)
- O jirismos sti sklawomeni patrida na mezzosopran lub baryton i orkiestrę (1941)

### Balet
- Le Pâtre et la nymphe (1924)